# Фие, Жан Морис
Жан Морис Фие (30 марта 1914 — 10 ноября 1995; фр. Jean Maurice Fiey) — французский сиролог и церковный историк, доминиканец.

## Биография
Фие родился в Арментьере 30 марта 1914 года. Вступил в Доминиканский орден в юношеском возрасте и получил степень лиценциата философии и богословия в школах ордена во Франции. Во время своего проживания в Ираке (1939—1973), Фие заинтересовался сирийской христианской традицией. Он стал одним из основателей в 1944 году Мосульского доминиканского колледжа и был его деканом до 1959 года. После прихода к власти баасистов в 1968 году иракское правительство отнеслось к Фие с подозрением. С 1972 по 1973 год преподавал в семинарии Халдейской католической церкви в Мосуле. В 1973 году был выдворен из Ирака после обвинения в шпионаже. Иракские исследователи, в том числе халдейский патриарх Луис Рафаэль I Сако, утверждают, что причина выдворения Фие заключается в его отказе учитывать точку зрения правительства в своих трудах. После изгнания Фие проживал в Бейруте и преподавал в Иезуитском университете. В 1982 году получил докторскую степень в Дижонском университете.

## Труды
Фие на протяжении десятилетий считался «бесспорным авторитетом в исторической географии сирийских христиан». За свою жизнь он опубликовал более 127 книг и статей. Одним из главных трудов Фие стала монография «Сирийские святые» (фр. «Saints Syriaques»), написанная им в условиях гражданской войны в Ливане и изданная посмертно, в 2005 году.

### Основные работы
- Mossoul chrétienne, 1959.
- Assyrie chrétienne, выпуск 1 (1965), выпуск 2 (1966), выпуск 3 (1968).
- Для серии Corpus Scriptorum Christianorum Orientalium[англ.]:
  - Jalons pour une histoire de l'Eglise en Iraq, 1970
  - Anonymi auctoris chronincon ad annum christi 1234 pertinens, II, 1974
  - Chrétiens syriaques sous les Mongols (Il-Khanat de Perse, XIIIe-XIVe s.), 1975
  - Nisibe, métropole syriaque orientale et ses suffragants des origines à nos jours, 1977
  - Chrétiens syriaques sous les Abbassides, 1980
- Les Syriaques, 1996
- Saints Syriaques, 2005